# シンドラーグループ

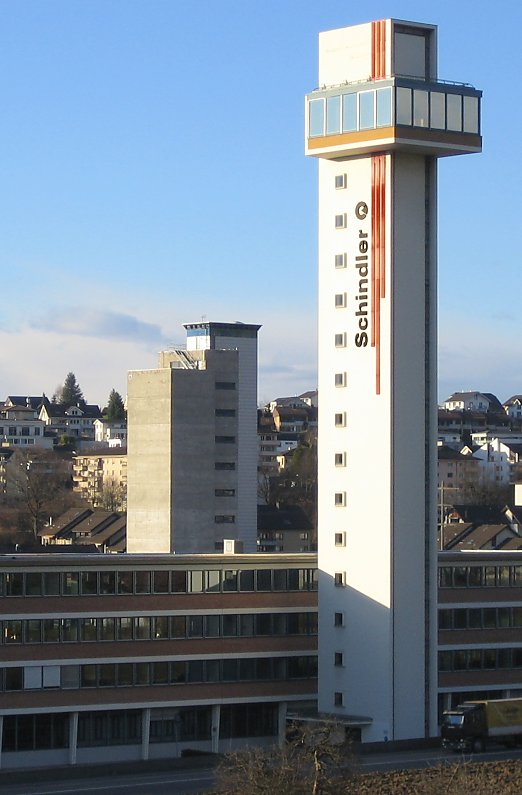
スイス・エビコンの本社

シンドラーグループ（The Schindler Group, Schindler Aufzüge AG）は、スイスに本社を置くエレベーターとエスカレーターのメーカーである。世界100か国に展開する国際的なメーカーである。

## 歴史
1874年、ロバート・シンドラー (Robert Schindler) とエドゥアート・ヴィリガー (Eduard Villiger) が、スイスのルツェルンにシンドラー&ヴィリガー (Schindler & Villiger) を設立した。
1889年、エレベータの製造を開始した。
1892年、ヴィリガーが去り、会社はロバート・シンドラー機械製造 (Robert Schindler Machinery Manufacturer) となった（以後の社名の変遷の記載は不完全）。

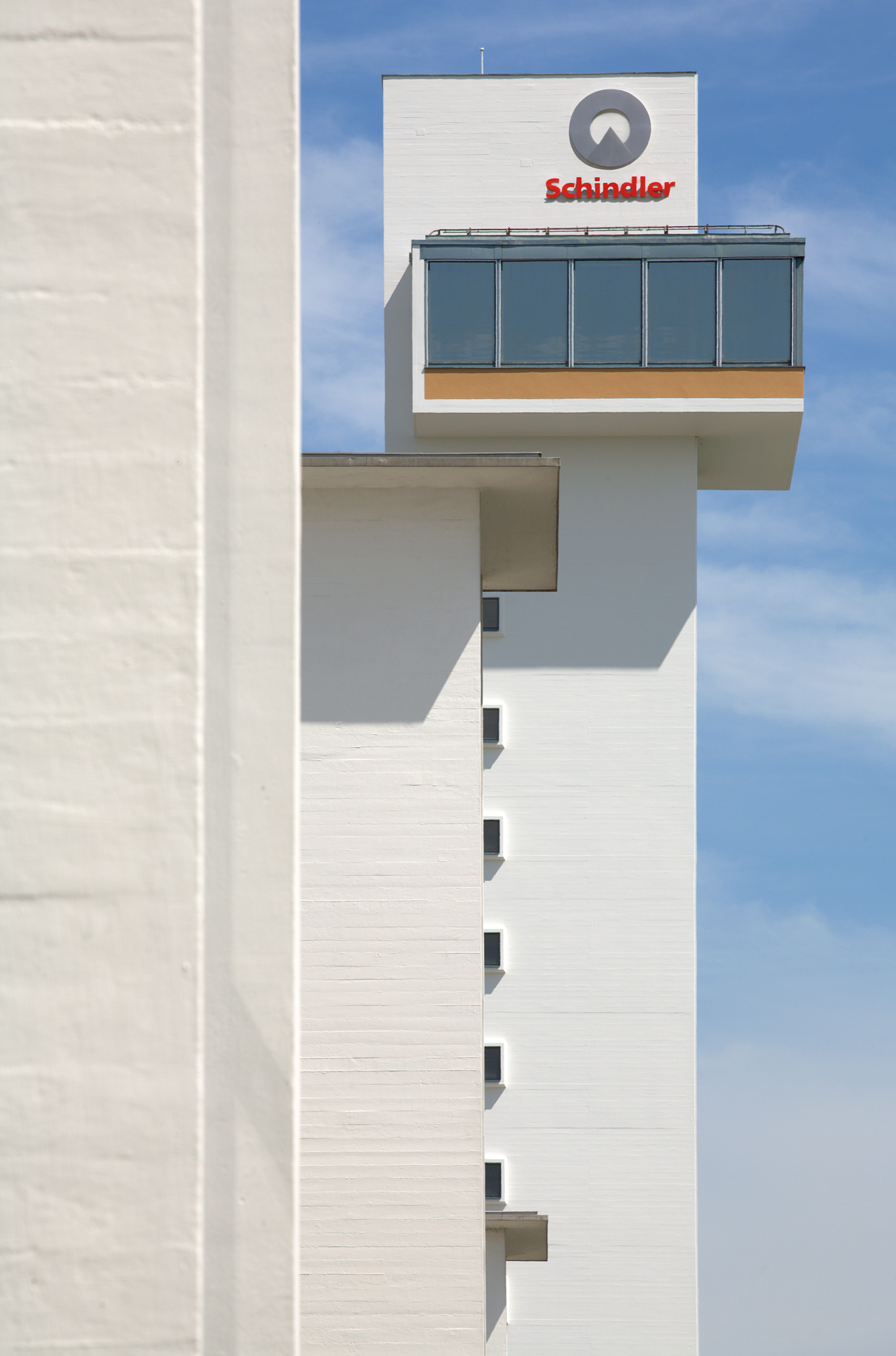
新しいロゴが掲げられたエレベータ試験棟

1901年、ロバート・シンドラーは甥のアルフレート・シンドラーに会社を売却した。
1920年、社名を Kommandit-AG Schindler & Cie., Aufzüge- und Maschinenfabrik mit Giesserei とした（Cie. は会社 Compagnie の意）。
1925年、社名を Kommanditaktiengesellschaft Schindler & Cie., Aufzüge und Maschinenfabrik とした。
1929年、持株会社 Pars Finanz AG (Pars Finance AG) が設立され、シンドラーの全ての子会社が Pars に売却された。
1945年、鉄道車両製造会社 Schindler Wagon AG を設立した。
1970年、持株会社 Pars Finanz AG がシンドラーホールディングス (Schindler Honding AG) に社名を変えた。
1971年、Schindler Management AG を設立した。
2006年、新しいロゴを採用した。

## 国際展開
主に公式サイトの社史からの抜粋。国外での事業を網羅するものではない。持株会社化後はシンドラーグループと直接の資本関係があるとは限らない。

### ヨーロッパ
ドイツ
1906年、最初の海外子会社 Schindler & Cie. o.H.G. をベルリンに設立した。この会社はヨーロッパの事業を統括するようになった。
1911年、ベルリンの Severin Senator GmbH を買収した。1926年には Schindler Aufzüge GmbH とした。
1922年、カールスルーエのHUMUGを買収した。
1955年、デュッセルドルフの Rosenhausen を買収した。
1978年、ITT (ITT Corporation) の子会社でシュトゥットガルトにある Standard Electric Lorenz AG (SEL) のマテリアルハンドリング事業を買収した。
1998年、シュトゥットガルトのハウスハーングループ (Haushahn Aufzüge) を買収した。
 フランス
1909年、Schindler & Houplin をフランスに設立した。
1923年、ミュルーズに Le Lift S.r.l. を設立した。1925年には Sociítí Schindler & Cie. と社名を変えた。
1954年、Gervais‐Schindler を設立した。
 ベルギー
1927年、ブリュッセルに Schindler & Cie., S.r.l. を設立した。
1983年、Gelicom SA を獲得した。
 イタリア
1948年、ジェノヴァに Schindler Ascensori e Montacarichi を設立した。
 オランダ
1967年、Westdijk の関連事業を買収した。
1970年、ハーグの会社を買収し Shindler Liften B.V. とした。
 オーストリア
1969年、Wertheim‐Werke を買収した。1991年には、Schindler Aufzüge und Fahrtreppen AG と社名を変えた。
 ルクセンブルク
1976年、AMLUX Schindler S.à.r.l. を獲得した。
 ノルウェー
1977年、ヴェンネスラに Reber‐Schindler Heis A/S を獲得/設立した。
 スペイン
1979年、サラゴサの Guiral Industrias Electricas SA (GIESA) の該当事業を獲得した。
 イギリス
1982年、マンチェスターの O+K Ltd. を獲得した。
1992年、複数の子会社を再建し Schindler Ltd. とした。
 デンマーク
1986年、コペンハーゲンに Schindler Elevator A/S を設立した。
 フィンランド
1987年、Schindler Hissi Oy を設立した。
 スウェーデン
1989年、Devehissar Alvesta AB を買収した。
 アイスランド
1989年、Bioergvin Kristofersson を買収した。
 ロシア
1990年、モスクワに51%出資の合弁会社 Schindler Mosmontash Lift を設立した。
 アイルランド
1992年、ダブリンの Donohoe Lifts を完全子会社化した。
 ポーランド
1996年、オーストリアの Schindler Aufzüge und Fahrtreppen AG がワルシャワの代理店を買収し、Schindler Polska Sp.z.o.o. とした。

### 米州
ブラジル
1937年、リオデジャネイロに Elevadores Schindler do Brasil S.A. を設立した。
1952年、Fundiçao Barra do Pirai SA を設立した。
 ベネズエラ
1949年、カラカスに Corporacion Venezolana Schindler, Sociedad Anonima を設立した。
 アメリカ合衆国
1979年、オハイオ州トリードの1865年創設のメーカー、ホートン・エレベータ・カンパニー (Haughton Elevator Company) を買収し、シンドラー・ホートン・エレベータ・カンパニー (Schindler Haughton Elevator Company) とした。1985年にはシンドラー・エレベータ・コーポレーション (Schindler Elevator Corporation) に名を変えた。
1989年、ウェスティングハウス・エレクトリックのエレベータ/エスカレータ部門を買収し、シェアを大きく広げた。またこの年、持株会社 Schindler Enterprise Inc. を設立した。
1990年、シンドラー・エレベータ・コーポレーションは本社をニュージャージー州モーリスタウンへ移転した。
2010年、カリフォルニア州の Reliable Elevator Inc. を獲得した。
 カナダ
1982年、トロントの Armor Elevator Canada Ltd を獲得した。
1986年、Western Elevator Limited を獲得した。
 チリ
1989年、旧代理店の関連事業の大半を買収し、Harnecker Schindler Ascensores SA とした。

### アフリカ
南アフリカ共和国
1949年、ヨハネスブルクに Schindler Lifts (SA) Ltd を設立した。
 ケニア
1989年、旧代理店の Listo Ltd を買収し、Schindler Ltd を再建した。

### アジア
レバノン
1971年、ベイルートに Michaca Schindler S.à.r.l. を設立した。
 中国
1980年、北京に合弁会社、迅達（中国）電梯有限公司 (迅达（中国）电梯有限公司・China Schindler Elevator Co) を設立した。工業分野では初となる西側と中国の合弁会社である。
1988年、江蘇省に2番目の合弁会社 Suzhou Elevator Company を設立した。2000年には完全子会社化した。
2011年、合弁会社 Xuchang Xiji Elevator Co. Ltd を設立した。
 日本
1985年、東京の日本エレベーター工業に30%出資した。1991年にはシンドラーエレベータに社名変更、1995年には出資率を96.7%に上げた。2006年にエレベーターでの死亡事故が発生して以来規模を縮小し、2016年限りでエレベーター・エスカレーター事業から撤退。2021年7月に解散、同年12月に清算結了し法人格が消滅した。
 トルコ
1992年、Türkeli Ticaret S.A. を買収した。
 香港
1994年、ジャーディン・マセソンとの合弁会社、怡和迅達公司 (Jardine-Schindler Lifts Company) を設立した。
 イスラエル
1997年、Nechusthan Elevator Company を獲得した。
 インド
1998年、それまでの合弁会社に代えて、Schindler India Pvt. Ltd を設立した。
 韓国
2006年、Hyundai Elevator Co. の25.5%の株を取得した。

### オセアニア
オーストラリア
1984年、Precision Elevator Pty Ltd を獲得した。
 ニュージーランド
1989年、Electric Construction Company のエレベーター事業を買収し、T. L. Jones Ltd を獲得した。

## シンドラー賞
2003年、「シンドラー賞」(The Schindler Award) が、シンドラー社の出資により創設された。ヨーロッパの大学の学士課程最終年度または修士課程の学生が対象となる。応募作から、全年齢・バリアフリーな輸送を実現し、生活の革新を予感させる設計が審査される。